# Bihar megye
Bihar megye (románul Județul Bihor) Románia északnyugati részén a Partium területén található. Északon Szatmár megye, keleten Szilágy, Kolozs, illetve Fehér megye, délen Arad megye határolja, nyugatról Magyarországgal szomszédos. Székhelye a mintegy 200 ezer lakosú Nagyvárad.

## Földrajz
A megye összterülete 7544 km². Fontosabb földrajzi tájegységek a megyében: Nyugati-alföld (Câmpia de Vest), Nyugati-dombvidék (Dealurile de Vest), Réz-hegység (Munții Plopișului), Király-erdő (Munții Pădurea Craiului), Bihar-hegység (Munții Bihor) és részben a Vlegyásza-hegység (Vlădeasa).

## Története
Trianonig a Magyar Királyság része. Előzménye a Magyar Királysággal majdnem egyidős Bihar vármegye, melynek területe 1918-ban 10 657 km² volt és 17 járásra oszlott. A vármegye nagyobb része, 7874 km² Romániához került. A két világháború között a megye északi részét Szilágyhoz, a Királyhágó mögötti két falut Körösfeketetó, Királyhágó Kolozshoz csatolták. 1940-1944 között a megye  északi és nyugati része (Nagyvárad, Nagyszalonta, a Sebes-Körös és a Berettyó völgye) "visszatért" Magyarországhoz, a maradék romániai Bihar megye székhelye Belényes lett. 1952-1968 között  a megye Kőrös (Crișana) tartomány törzsterületét képezte. 1968-tól nagyjából visszaállt az 1952-es állapot, csak az egykori Béli járás területét csatolták el Arad megyéhez.

## Demográfiai adatok

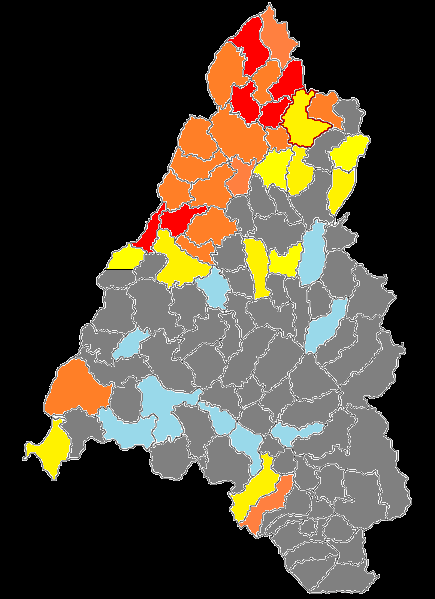
A magyar nemzetiségűek aránya Bihar megyében a 2011-es népszámlálás adatai szerint. Piros = Magyar többség 80% felett, narancssárga = magyar többség 50 - 79% között, citromsárga = magyar kisebbség 20% felett, kék = magyar kisebbség 10 - 20% között, szürke = magyar kisebbség 10% alatt.

A 2002-es népszámlálási adatok alapján Bihar megyének 600 223 lakosa van (79,56 személy négyzetkilométerenként).
A 2011-es adatok szerint a megye lakosságának 67,0% (366 245) román, 25,3% (138 213) magyar, 6,3% (34 640) cigány.

### Magyar nemzetiségűek aránya városonként
- Nagyvárad: 44 892 fő (24,5%)
- Belényes: 704 fő (7%)
- Margitta: 6675 fő (44,1%)
- Nagyszalonta: 9903 fő (58,1%)
- Érmihályfalva: 7851 fő (81%)
- Székelyhíd: 8612 fő (77,4%)
- Élesd: 1543 fő (16%)
- Diófás: 74 fő (3,4%)
- Vaskohsziklás: 177 fő (2,8%)
- Vaskoh: 13 fő (0,5%)

## Gazdaság
Bihar megye egyike a leggazdagabb romániai megyéknek. Az egy főre eső GDP magasan fölötte van a nemzeti átlagnak. Az utóbbi időben több külföldi cég vetette meg a lábát a megyében, így az egyik legalacsonyabb munkanélküliségi aránnyal büszkélkedhet Romániában és Európában a maga 2,4%-ával. 2003-ban a lakosság 25,1%-a élt a szegénységi küszöb alatt, ami 2005-ben 20%-ra csökkent.
A fontosabb iparágak Bihar megyében: textilipar, élelmiszeripar, gépalkatrész-gyártás, kohászat, szén- és bauxitkitermelés, valamint Berettyószéplakon nyersolajat is szivattyúznak.

## Turizmus

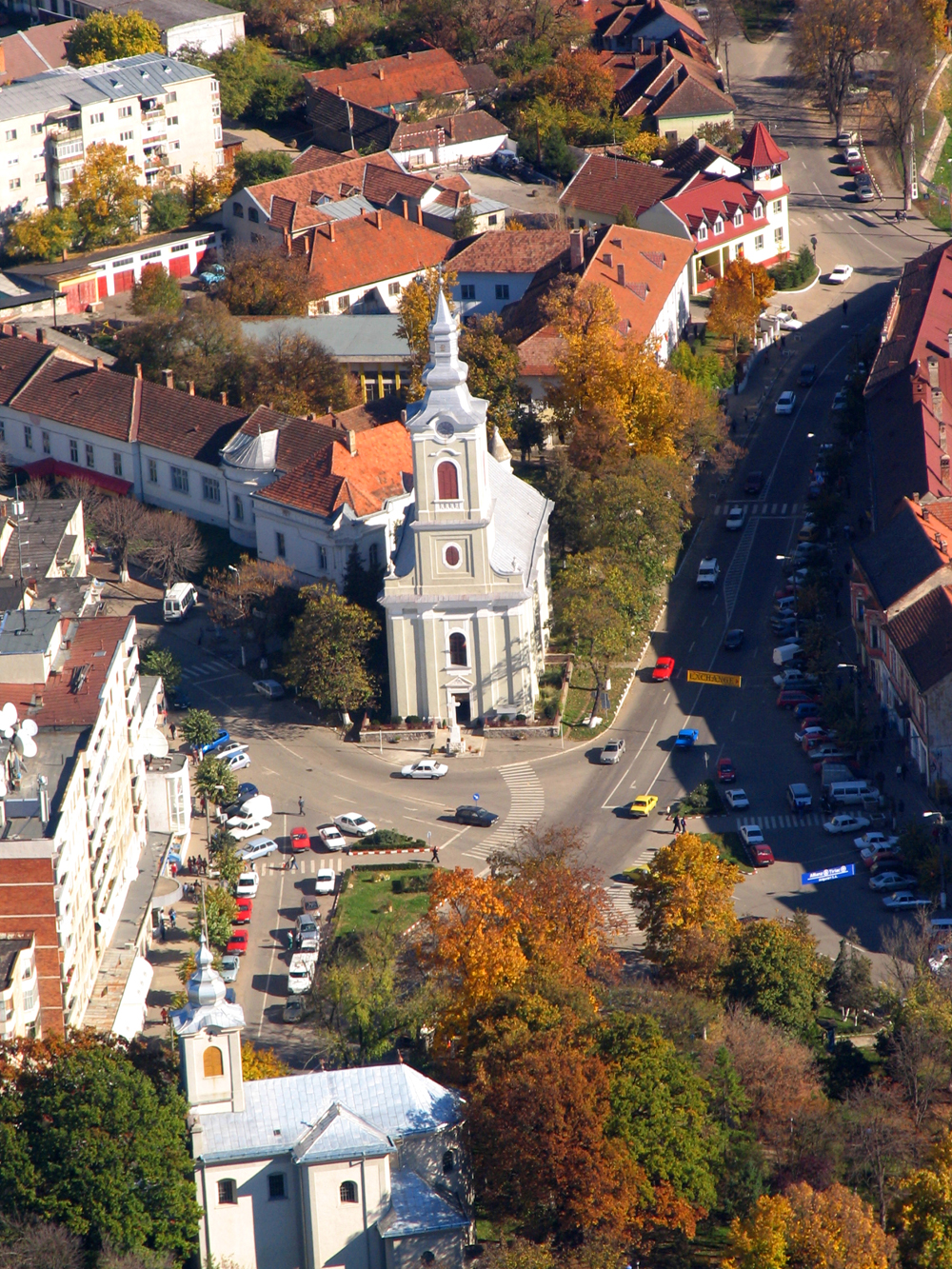
Pillanatkép Belényesről

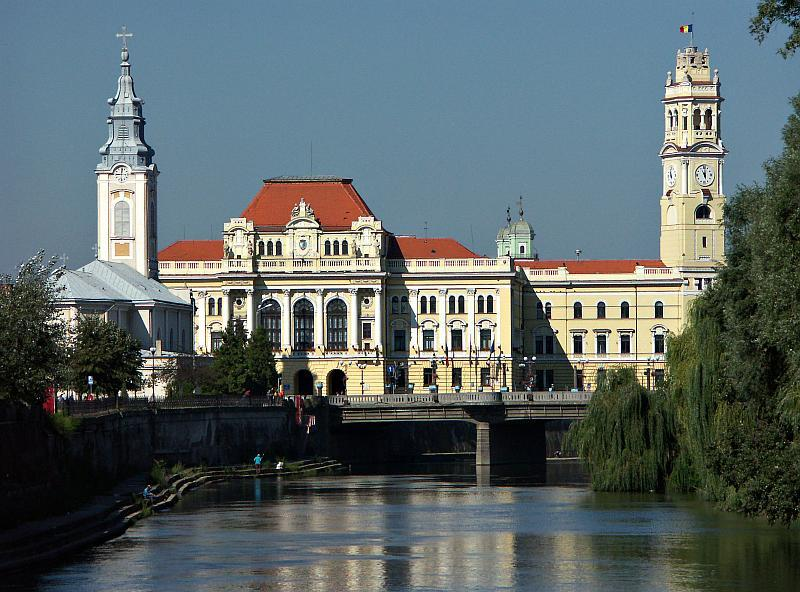
Nagyvárad, a városháza a Sebes-Körös partján

Bihar megye egyik fő turisztikai vonzereje az Erdélyi-szigethegység, ahova a turisták nagy része üdülni (túrázni, barlangászni, télisportokat űzni, vadászni, halászni), egészségügyi kezelésre vagy kulturális céllal jön. A Körösrév–Barátka régióban, a Fekete- és a Köves-Körös környékén jelentős még a látogatottság (Vársonkolyos, Pádis, Csodavár). Biharfüredet és a Vertop-hágót a termálvizű és ásványvízforrások miatt keresik fel a legtöbben. Félixfürdő és Püspökfürdő  a természetes gyógyhatásáról híres gyógykezelő központ. A Galbena völgye meredek sziklafalai vízesésekkel tarkított hasadékok és barlangszájak otthona. A faluturizmussal elsősorban a Belényesi-medencében, a Sebes-Körös és a Jád völgyében foglalkoznak. A Bársza-katlan közelében található Eszkimó-jegesbarlangot természeti ritkaságnak nyilvánították. A Király-erdő hegység ugyancsak jelentős turisztikai vonzáskörzete a megyének. Királyhágó és Körösrév a Sebes-Körös szurdokaiba nyújt betekintést. A Szelek barlangja, mely az ország leghosszabb, 46 km-es barlangja, a Zichy-barlang, melyet 1903-ban fedeztek fel, a Nagymagyar-barlang, a Mézgedi-cseppkőbarlang ideális helyek az érdeklődőknek. Az alföldi táj egyhangúságát a növényzet gazdagsága díszíti, és a tájba illeszkedő vizek (Körösök, Berettyó) varázslatossá teszik a környezet szépségét. Nagyváradtól délre a legismertebb horgászhely a Cséffai halastavak vízrendszer, mely a Cséffa Natúrpark része. Bihar megye északi részén, az Érmelléken, a legfontosabb vonzáselemek a tavak, természeti rezervátumok, híres borospincék és a gazdag vadállomány.

## Közigazgatási beosztása
A megyében 2007. július 1-jén négy municípium – Nagyvárad, Belényes, Margitta és Nagyszalonta –, hat további város – Diófás, Élesd, Érmihályfalva, Székelyhíd, Vaskoh és Vaskohsziklás – és 90 község van, melyekhez összesen 457 település tartozik.

## A megye neves szülöttei
- Pázmány Péter (1570–1637) nagyváradi születésű bíboros, esztergomi érsek, államférfi, tudós.
- Szigligeti Ede (Szathmáry József) (1814–1878) Nagyvárad szülötte, drámaíró, színész, rendező.
- Nagysándor József (1804–1849) nagyváradi születésű szabadságharcos, vértanú.
- Dr. Neumann Ernő (1917-2004) magyarcsékei születésű rabbi, későbbi temesvári neológ főrabbi, teológus, bölcsész, Temesvár díszpolgára, Scheiber Sándor-díjas, a Román Köztársasági Érdemrend Lovagkeresztjével kitüntetett egyházi és közéleti személyiség.
- Szacsvay Imre (1818–1849) Sályiban született, országos képviselő, a Képviselőház jegyzője, a Függetlenségi Okirat aláírása miatt halálra ítélték.
- Kazinczy Ferenc (1759–1831) Érsemjénben született író, nyelvújító, műfordító.
- Fényes Elek (1807–1876) csokalyi születésű, a magyar statisztika megteremtője.
- Szentjóbi Szabó László (1767–1795) ottományi születésű, korának képgazdag és nagy formakészségű lírikusa.
- Szentmihályiné Szabó Mária (1888–1982) ottományi születésű író, számos regény szerzője.
- Diószegi Kis István (1635–1698) református püspök, Bihardiószegen született.
- Arany János (1817–1882) Nagyszalonta híres szülötte, költő.
- Zilahy Lajos (1891–1974) Nagyszalontán született író és hírlapíró.
- Sinka István (1897–1969) nagyszalontai születésű költő, író.
- Zelk Zoltán (1906–1981) érmihályfalvai Baumgarten-díjas József Attila- és Kossuth-díjas magyar költő, prózaíró.